# Belle-Île-en-Mer

Mapa de Belle-Île-en-Mer

Belle-Île-en-Mer, en bretó: Ar Gerveur, és una illa de França situada a l'oceà Atlàntic en el departament francès d'Ar Mor-Bihan a la Bretanya. Fa 17 km de llargada per 9 km d'amplada amb una superfície total de 84 km². Abans hi havia boscos però han desaparegut per l'agricultura. L'any 1999 tenia 4.735 habitants.
Els habitants d'aquesta illa reben, en francès, el nom de Bellilois i les Belliloises.

## Toponímia
El geògraf Ptolemeu en va dir Vindilis de "Vindo" = blanc, (gwenn en bretó) + "-ilis" = illa.
Plini el Vell va donar nom al conjunt de les illes de Groix, Belle-Île, Houat i Hoëdic el nom de 'Insulae Veneticae.
En antic bretó, Belle-Île es deia Guedel o Guadel (segons un mapa del 1029 d'Alain Canhiart Comte de Cornualla). La forma grega és kalos nésos, i la llatinitzada Calonessus i apareixen a partir del segle xvi.
A la fi de l'edat mitjana, en bretó es deia Enez Ar Gerveur (la Bella Gran o ar Ker veur : el lloc alt).
Temporalment, durant la Revolució francesa, es va dir île de l'Unité, però sense haver-ho confirmat mai per un Decret. Quinze anys més tard, sota Napoleó I, el municipi proposà el nou nom de Belle-Isle Joséphine, però en divorciar-se aquesta de Napoleó mai es va acceptar aquest nom i l'illa mantingué el seu nom en francès de Belle-Île-en-Mer.

## Geografia

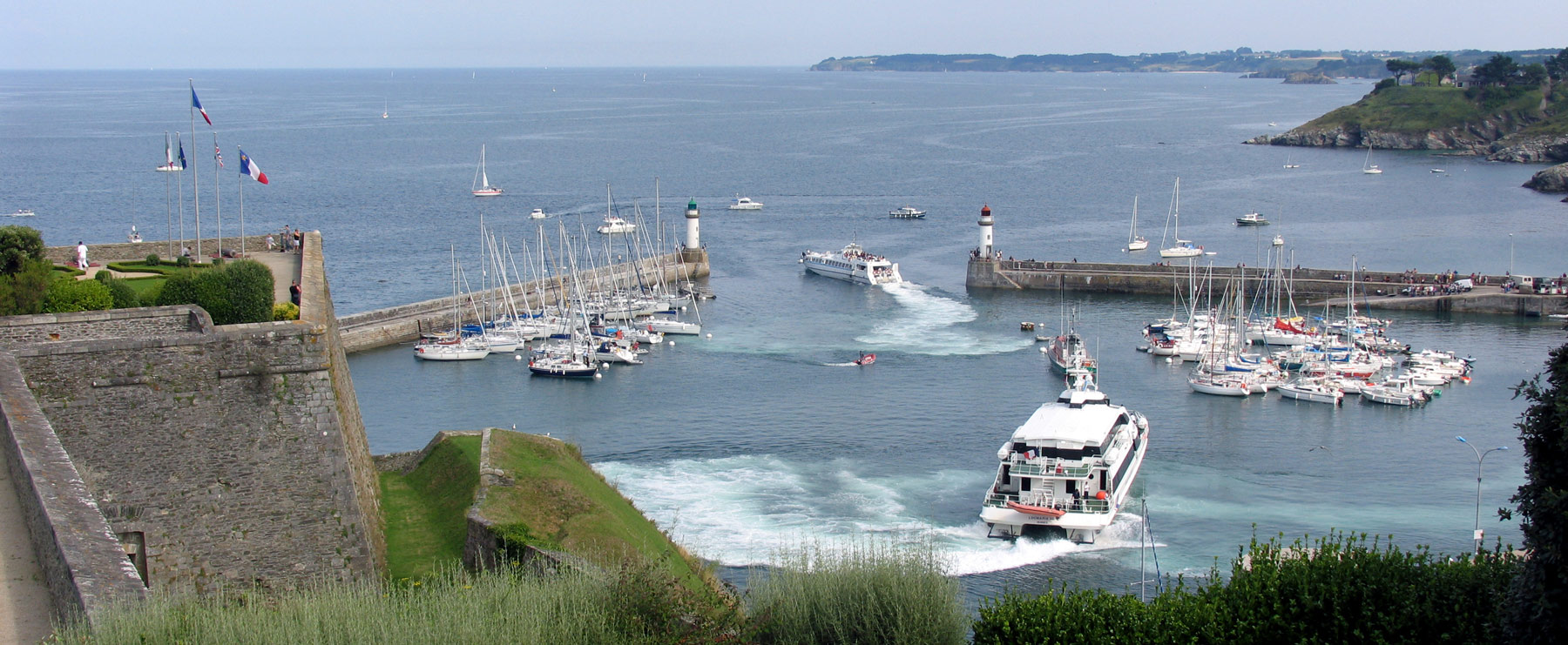
Vista des de la Ciutadella

És la més grossa d'entre les Illes de Ponent (îles du Ponant), es troba a 14 km de Quiberon i propera a les illes de Houat i Hœdic.
Les quatre comunes franceses de Belle-Île, associades dins la communauté de communes de Belle-Île-en-Mer, formen el canto de Belle-Île:
- Bangor, a l'interior.
- Locmaria, a la punta est.
- Le Palais, port principal i capital del cantó de Belle-Île.
- Sauzon, segon port.

### Descripció

Mapa temàtic de Belle-Île

Belle-Île és la més grossa de les illes bretones i el seu punt més alt és a 63 m. Té la forma d'un altiplà de 40 m d'altitud mitjana. La costa s'erosiona ràpidament sobretot cap al sud-oest.

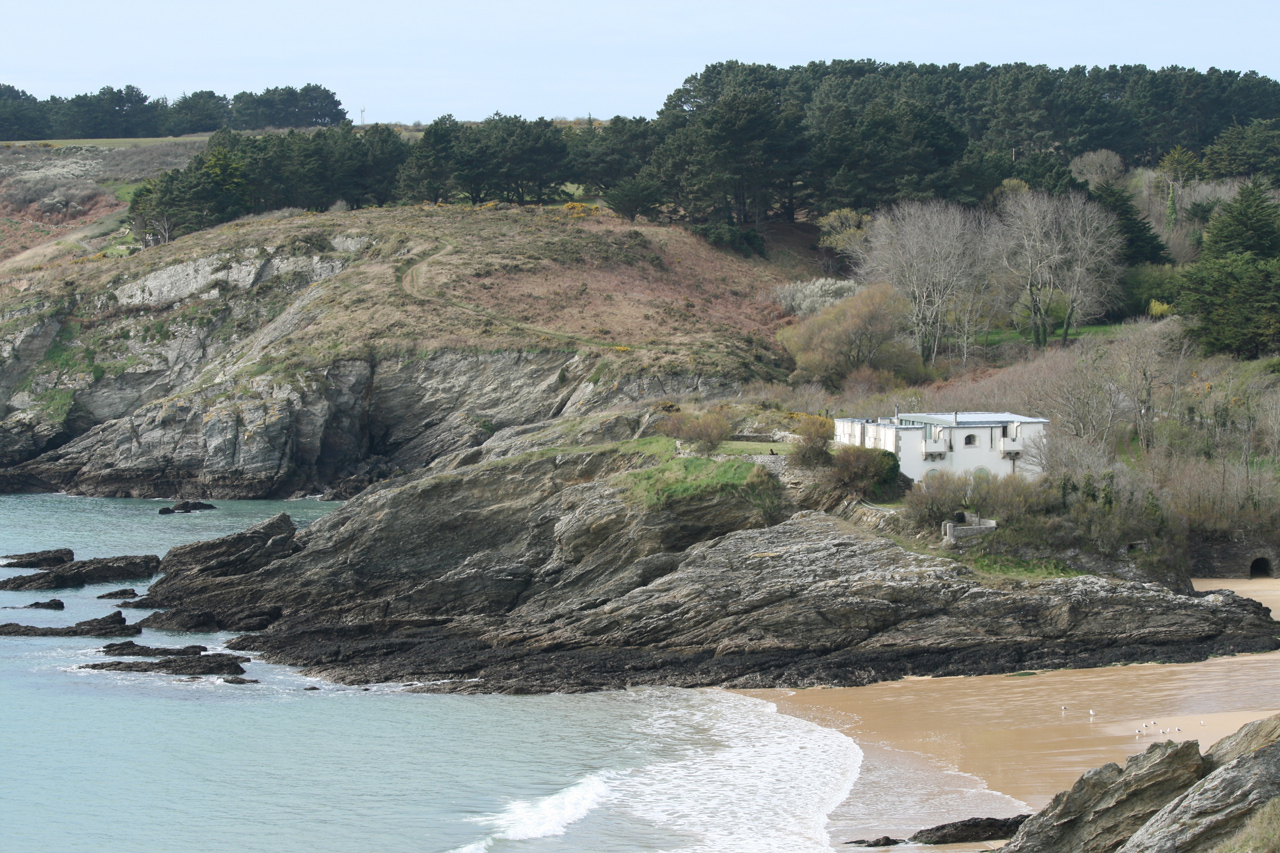
Costa

La costa del nord-est, que mira cap al continent, és la més abrigada i presente dues ries que han permès construir els dos ports de l'illa i també la formació d'una gran platja (les Grands Sables

#### Clima

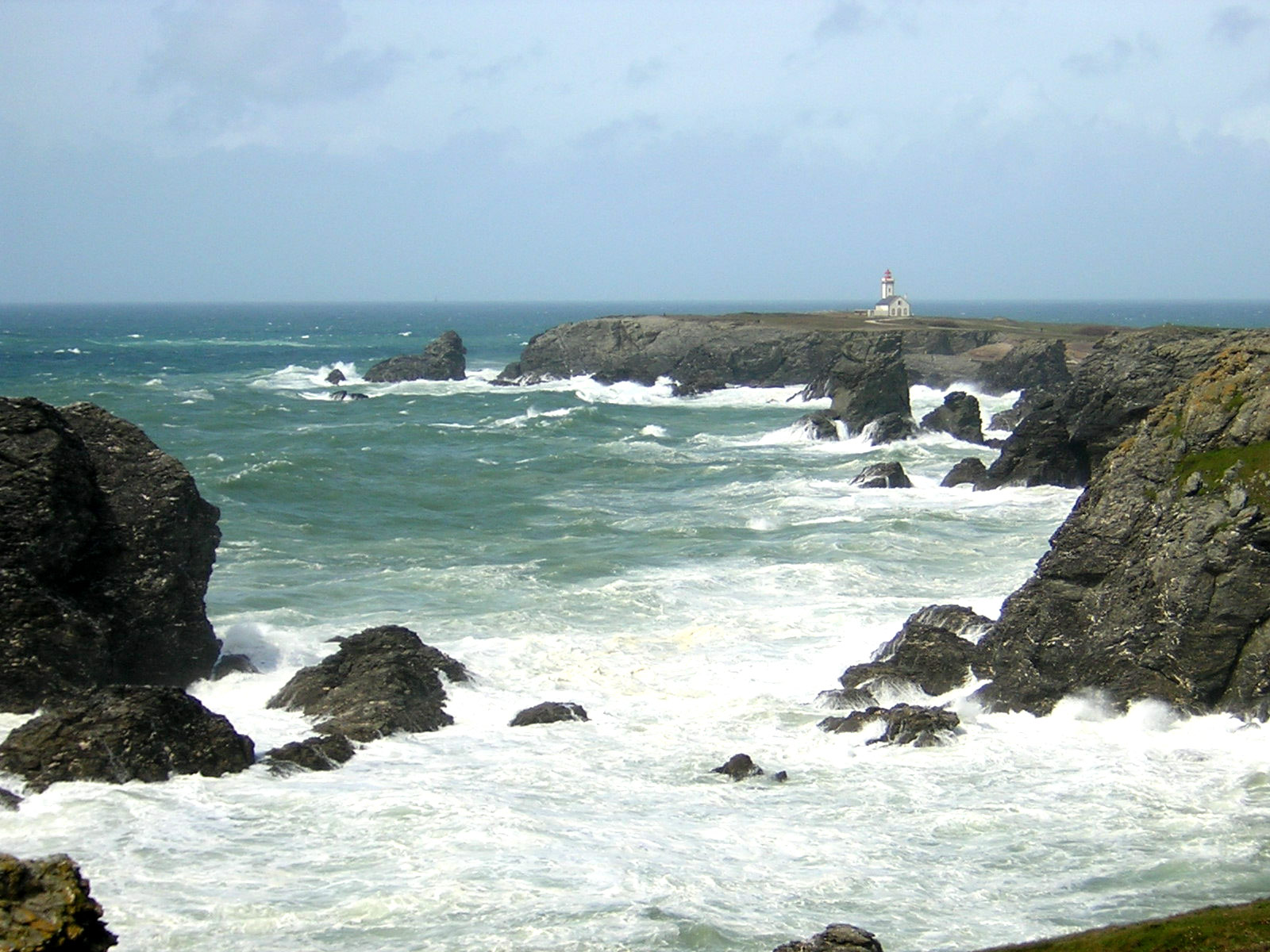
La punta dels Poulains batuda per la mar

El clima de Belle-Île és oceànic en el límit amb el clima supramediterrani, en la classificació de Köppen: Csb. Belle-Ile té una estació seca (2T > P i P <40 mm) durant els dos mesos d'estiu que permet una insolació important (2.000 hores anuals). Però la relació de la diferència entre el mes més sec (juny) i el mes més humit (gener) no és gaire important (2,52), a partir de 3 ja seria classificat com un clima supramediterrani segons Köppen. Les glaçades són rares i hi plou força menys que sobre el continent. En els llocs abrigats hi prosperen plantes típicament mediterrànies com les palmeres, la vinya, la figuera.

## Història

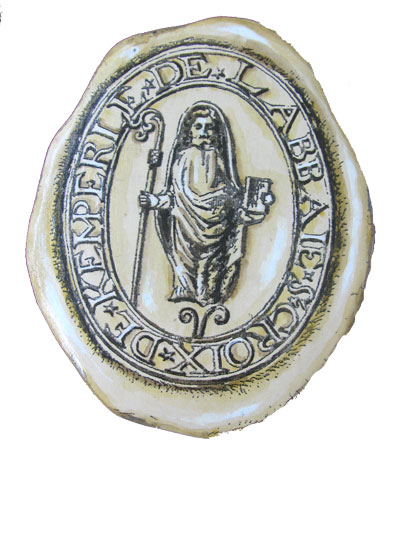
Abadia de Sainte-Croix de Quimperlé propietària de l'illa durant cinc segles.

De la prehistòria es va trobar, l'any 1991, un estri bifaç del musterià a Kergoyet.
Belle-Île va quedar separada definitivament del continent fa uns 7.000 anys durant la transgressió marina "flandrienne".

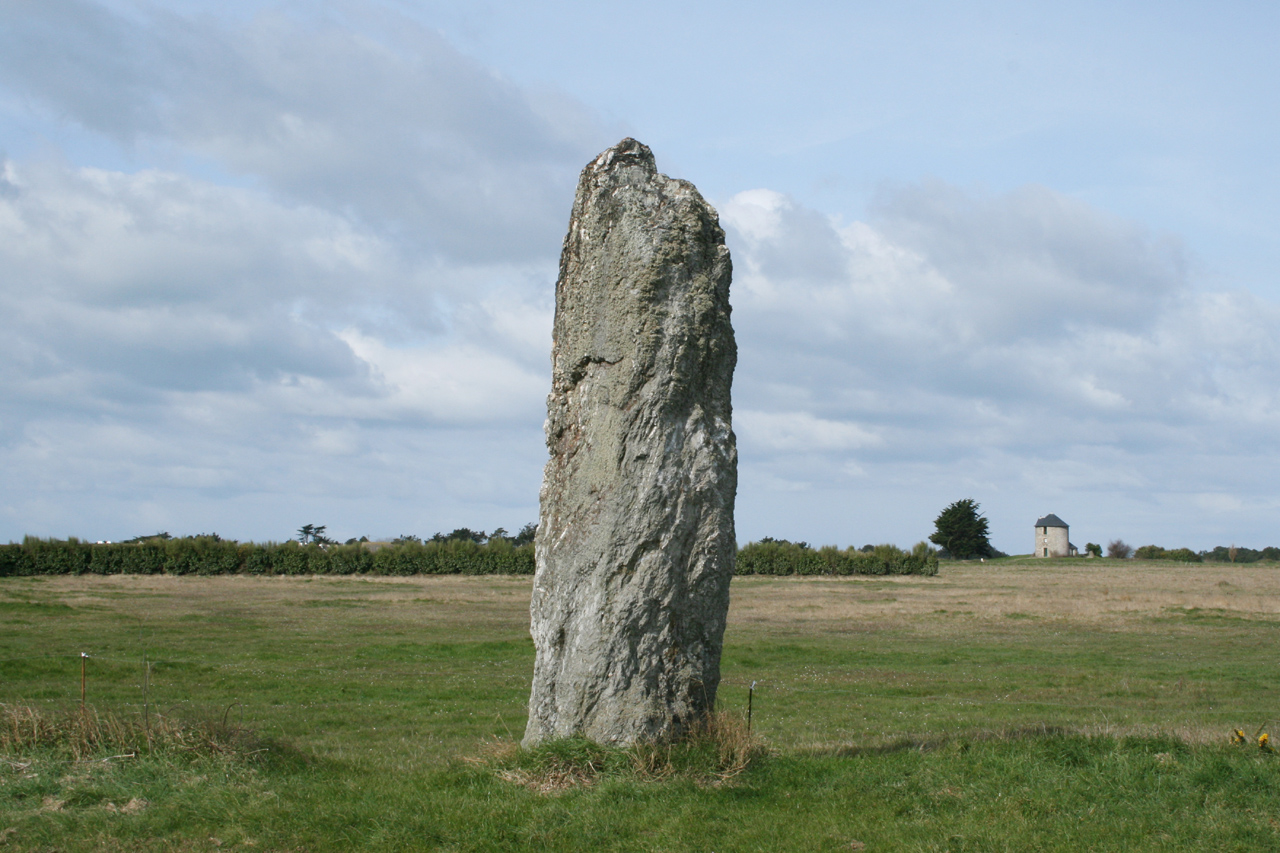
Menhir Jean

Una sèrie de menhirs en alineació travessaven tota l'illa, només tres són encara visibles (menhirs de Kervarigeon, Jean, i Jenne de Kerlédan)
En època celta aquesta és l'illa més grossa de les 365 illes que segons la llegenda hi havia a l'arxipèlag del Golf de Morbihan amb el poble navegant dels Vénètes.
Al segle ix Belle-Île pertanyia al Comte de Cornualla al lloc on ara es troba Bangor s'hi establí, des del segle vi, una comunitat de monjos provinent del Paíss de Gal·les (Flintshire) i després de les invasions dels vikings passà als benedictins.
El 1548, el rei de França Enric II va començar la fortificació de l'illa. Belle-Île es va erigir en marquesat el 1573. Durant la Guerra dels Set Anys va ser un lloc estratègic per l'aprovisionament d'aigua potable. El 1761, els britànics van desemnbarcar a la platja dels Grands Sables i ocuparen tota l'illa i el 1763 la bescanviaren per Menorca que els francesos havien conquerit abans. A partir de 1765 hi arribaren 78 famílies refugiades de l'Acàdia del Canadà. La meitat dels acadians no s'hi adaptaren i marxaren cap altres regions franceses o cap a la Luisiana.
L'any 1902 s'establí, a la Haute-Boulogne, una colònia penitenciària per a delinqüents menors d'edat.
 que va ser tancada l'any 1977.

## Economia
El 2003, la superfície agrícola útil (SAU) era de 2980 ha, un 35% de la superfície total de l'illa. Aquesta superfície ha disminuït molt en els darrers 50 anys amb el desenvolupament turístic. Les 86 explotacions que hi ha són lleteres (21) ovines (12) i hortícoles (5).
la pesca és sobretot de sardines, com a la resta de la Bretanya. Ja des de 1855 hi ha fàbriques de conserves de llaunes de sardines.
El turisme va començar a partir de finals de segle xix amb Claude Monet, Sarah Bernhardt, i Albert Roussel. Actualment el turisme és una de les principals fonts d'ingressos de l'illa.

## Llocs importants
- La citadelle Vauban al Palais, membre de la Xarxa de Vauban.
- Les aiguilles de Port-Coton, pintades per Claude Monet.
- La grotte de l'Apothicairerie. Gran gruta marítima.
- El port de Sauzon
- El far de Goulphar